# فيليب بارتون
السير فيليب روبرت بارتون  (بالإنجليزية: Sir Philip Robert Barton)‏ ولد في 18 أغسطس 1963 وهو دبلوماسي بريطاني رفيع المستوى، ويشغل حاليًا منصب الوكيل الدائم لوزارة الخارجية وشؤون الكومنولث .شغل سابقًا منصب المندوب السامي البريطاني في الهند وكان المندوب السامي للباكستان من 2014 إلى 2016. 